# 若瑟蘭·歐安納
若瑟蘭·歐安納（法語：Josselin Ouanna，1986年4月14日—）是一位法國職業網球運動員。

## 外部連結
- 若瑟蘭·歐安納（英文/西班牙文）的官方資料
- 若瑟蘭·歐安納的國際網球總會 職業／青少年 官方資料（英文）
- 若瑟蘭·歐安納的官方資料（英文）